# Simulium appalachiense
Simulium appalachiense är en tvåvingeart som beskrevs av Adler, Currie och Wood 2004. Simulium appalachiense ingår i släktet Simulium och familjen knott. Inga underarter finns listade i Catalogue of Life.